# Доклад на Комисията за 11 септември
Докладът на Комисията за 11 септември, официално озаглавен Заключителния доклад на националната комисия за терористичните атаки срещу Америка, е официалният доклад за атентатите от 11 септември. Бил е изготвен националната комисия за терористичните атаки срещу Съединените щати по искане президента и конгреса, и е достъпен за обществеността за продан и свободно теглене от интернет.
Докладът е публикуван на 22 юли 2004. Първоначално публикацията беше планирана за 27 май 2004, но по искане на председателя на Камарата на представителите Денис Хастерт срокът е удължен с шестдесет дни, до 26 юли.

## Заключения
Комисията разпита над 1200 души в десет страни и прегледа над два и половина милиона страници с документи, включително и някои стриктно пазени, секретни документи на национална сигурност. Комисията също разгледа сериозно и разследването ПЕНТТБОМ на ФБР. Преди да бъде пуснат от комисията, финалният обществен доклад беше пресят за евентуална секретна информация и поправен при необходимост.